# Dough and Dynamite
Dough and Dynamite (br: Dinamite e pastel ou Carlitos na rosca / pt: Pastéis e dinamite) é um filme mudo de curta-metragem estadunidense de 1914, do gênero comédia, escrito e produzido por Mack Sennett para os Estúdios Keystone, e dirigido e protagonizado por Charles Chaplin.

## Sinopse
Pierre e Charles são garçons em um restaurante cujos cozinheiros estão em greve, e que se vêem encrencados quando são obrigados a substituir os grevistas e descobrem que foi colocada dinamite na massa dos pastéis, com resultados explosivos.

## Elenco
- Charles Chaplin.... Pierre
- Chester Conklin.... Jacques
- Friz Schade.... Monsieur La Vie, dono do restaurante
- Norma Nichols.... Madame La Vie
- Cecile Arnolds.... garçonete
- Vivian Edwards.... cliente
- Phyllis Allen.... cliente
- John Francis Allen.... cliente
- Edgar Kennedy.... cozinheiro em greve
- Slim Summerville.... cozinheiro em greve
- Charley Chase.... cliente
- Wallace MacDonald.... cliente